# Ebolowa
Ebolowa és la capital de la Província del Sud al Camerun, la ciutat principal del Departament de Mvila, és una ciutat situada al cor de la selva.
Es troba a 70 milles (112 km) al sud-sud-oest de Yaoundé, a la intersecció de les carreteres de l'oceà Atlàntic (Kribi), Yaoundé (nord-est) i Gabon (sud) per dos eixos sense revestir, una de 160 quilòmetres a través de AkomII i un altre a través de Lolodorf 180 km.
La seva població era de 79.000 habitants el 2001. És una ciutat colonial i destaca com a centre agrícola. És un centre del comerç de cacau. Una escola agrícola treballa amb plantacions experimentals d'aliments bàsics africans, cacau i palma d'oli a prop de la ciutat. La ciutat compta amb un hospital, un museu, i un aeroport.